# Verbka, Letîciv
Verbka (în ucraineană Вербка) este un sat în comuna Ialînivka din raionul Letîciv, regiunea Hmelnîțkîi, Ucraina.

## Demografie
Componența lingvistică a localității Verbka
     Ucraineană (98,21%)
     Rusă (1,1%)
     Alte limbi (0,55%)
Conform recensământului din 2001, majoritatea populației localității Verbka era vorbitoare de ucraineană (98,21%), existând în minoritate și vorbitori de rusă (1,1%).